# Gliptoteka monachijska
Gliptoteka monachijska – muzeum sztuki starożytnej w Monachium w Niemczech.

## Historia kolekcji
Kolekcja muzeum była gromadzona od początku XIX wieku, trzon kolekcji został zebrany pomiędzy 1804 a 1830. Zbiory powstały dzięki staraniom króla Bawarii Ludwika I, na polecenie którego również wybudowany został w latach 1816–1830 neoklasycystyczny gmach Gliptoteki według projektu architekta Leo von Klenzego. Obecnie Gliptoteka jest częścią dzielnicy muzealnej Monachium (Kunstareal).
Gliptoteka była jednym z projektów realizowanych na Königsplatz w Monachium na polecenie Ludwika I, który dążył do stworzenia swoistego pomnika starożytnej kultury greckiej w Niemczech – „niemieckich Aten”. Układ kompleksu budynków na Königsplatz został zaprojektowany przez Karla von Fischera i Leo von Klenzego w 1815, przy czym formę forum z Gliptoteką po jego północnej stronie nadał mu von Lenze. Ściany muzeum zostały ozdobione kolorowymi freskami i stiukami przez wybitnych artystów tamtych czasów: Petera von Corneliusa i Wilhelma von Kaulbacha. Do oficjalnego otwarcia muzeum w Gliptotece doszło w 1830.

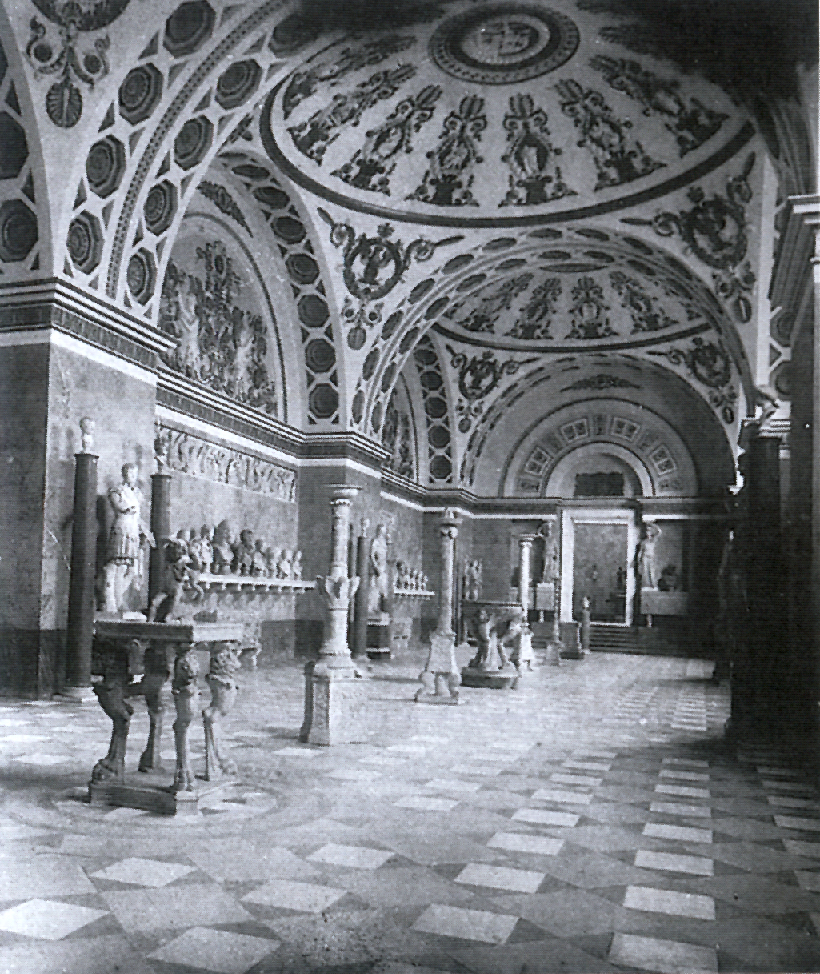
Wnętrze Gliptoteki w 1900

Ważną cezurą w historii muzeum była II wojna światowa. Wojna oszczędziła wprawdzie zbiory dzieł sztuki, bezpowrotnemu zniszczeniu uległy jednak freski na ścianach muzeum. Z powodu zniszczeń wojennych Gliptoteka była zamknięta dla zwiedzających między 1945 a 1972.

## Architektura gmachu
Budynek był pierwotnie zbudowany całkowicie z marmuru. Zrekonstruowany budynek muzeum nie dorównuje jednak swojemu pierwowzorowi. Do jego budowy zużyto mniej marmuru, a kolumny jońskie i rzeźby nie zostały dokończone.
Muzeum zostało zaaranżowane w klasycznym stylu greckim. Portyk budynku ma charakter joński, a w zewnętrznych ścianach budynku znajduje się 18 nisz, po 6 w każdej ścianie (z wyjątkiem tylnej), w których stoi 18 oryginalnych rzeźb greckich i rzymskich.
Gliptoteka zawiera kolekcję rzeźb pochodzących od czasów archaicznych (około 650 p.n.e.) do czasów rzymskich (około 550 p.n.e.).

## Układ i zawartość kolekcji
Muzeum dzieli się na trzy podstawowe działy:
1. sztuki egipskiej (niem. Agyptische Sammlung);
2. rzeźby greckiej i rzymskiej (niem. Antikensammlung), obejmujący szereg dzieł, m.in. archaicznego kurosa zwanego Apollem z Tenei, grupę marmurów egineckich (częściowo rekonstruowanych), relief Meduza Rondanini, statuę śpiącego satyra (Faun Barberini), greckie i rzymskie rzeźby portretowe (m.in. popiersia cesarzy Oktawiana Augusta, Nerona, Septymiusza Sewera i jego żony Julii Domny) oraz rzymskie mozaiki oraz reliefy z rzymskich sarkofagów;
3. drobnej sztuki greckiej i rzymskiej (niem. Museum fur Antike Kleinkunst), obejmujący wielki zbiór ceramiki greckiej ze wszystkich epok, w tym wazy sygnowane przez Brygosa, Eksekiasa i Eufroniosa, oraz kolekcję antycznych brązów (statuetki, zwierciadła) i biżuterii.

## Zabytki kolekcji monachijskiej

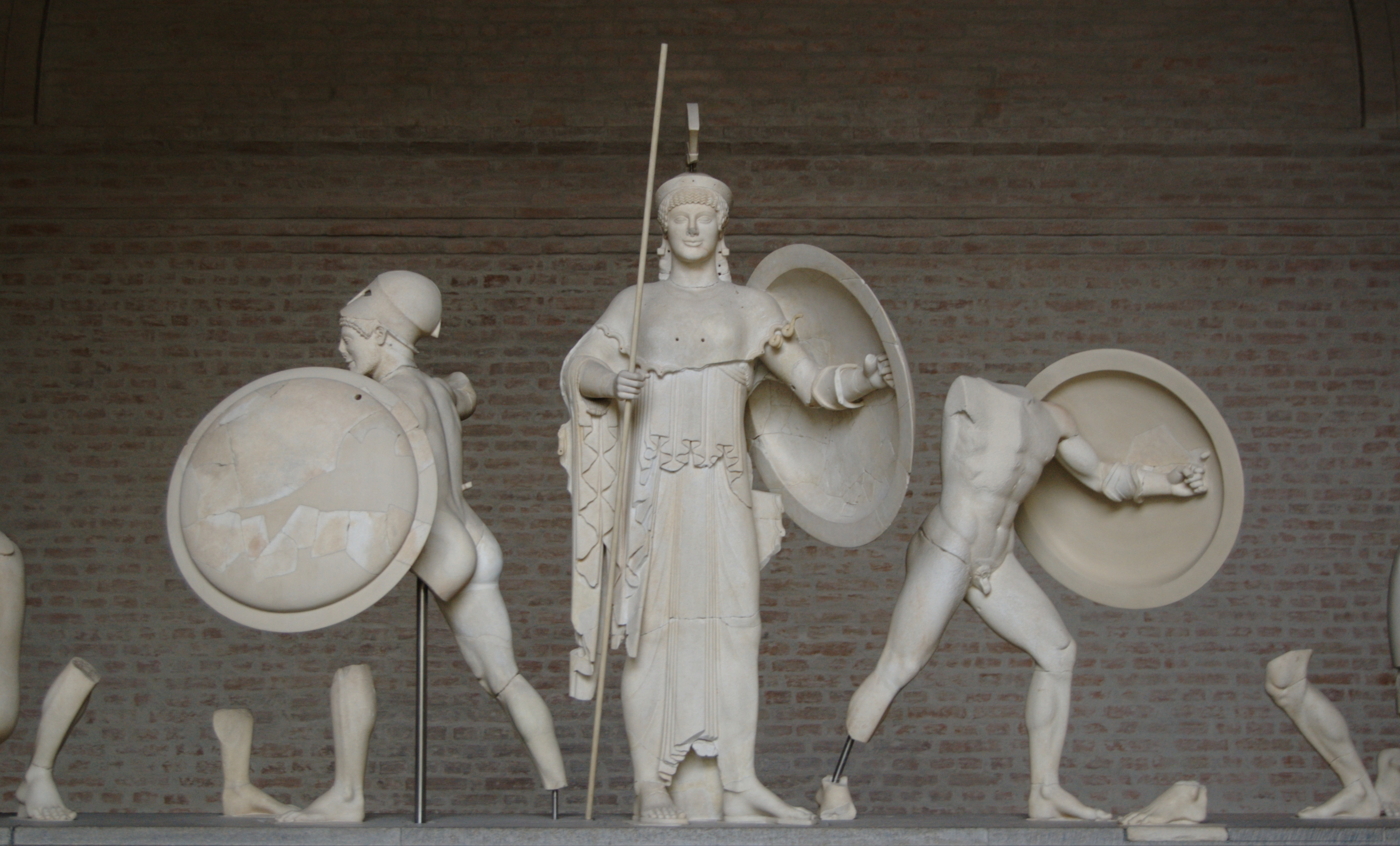
Walka Greków z Trojańczykami z centralną postacią Ateny, zachodni tympanon marmurów egineckich
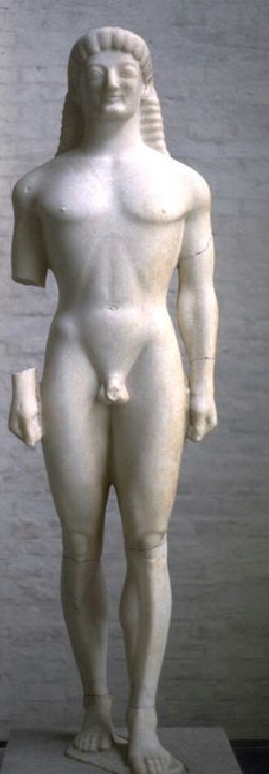
Apollo z Tenei, około 560-550 p.n.e.
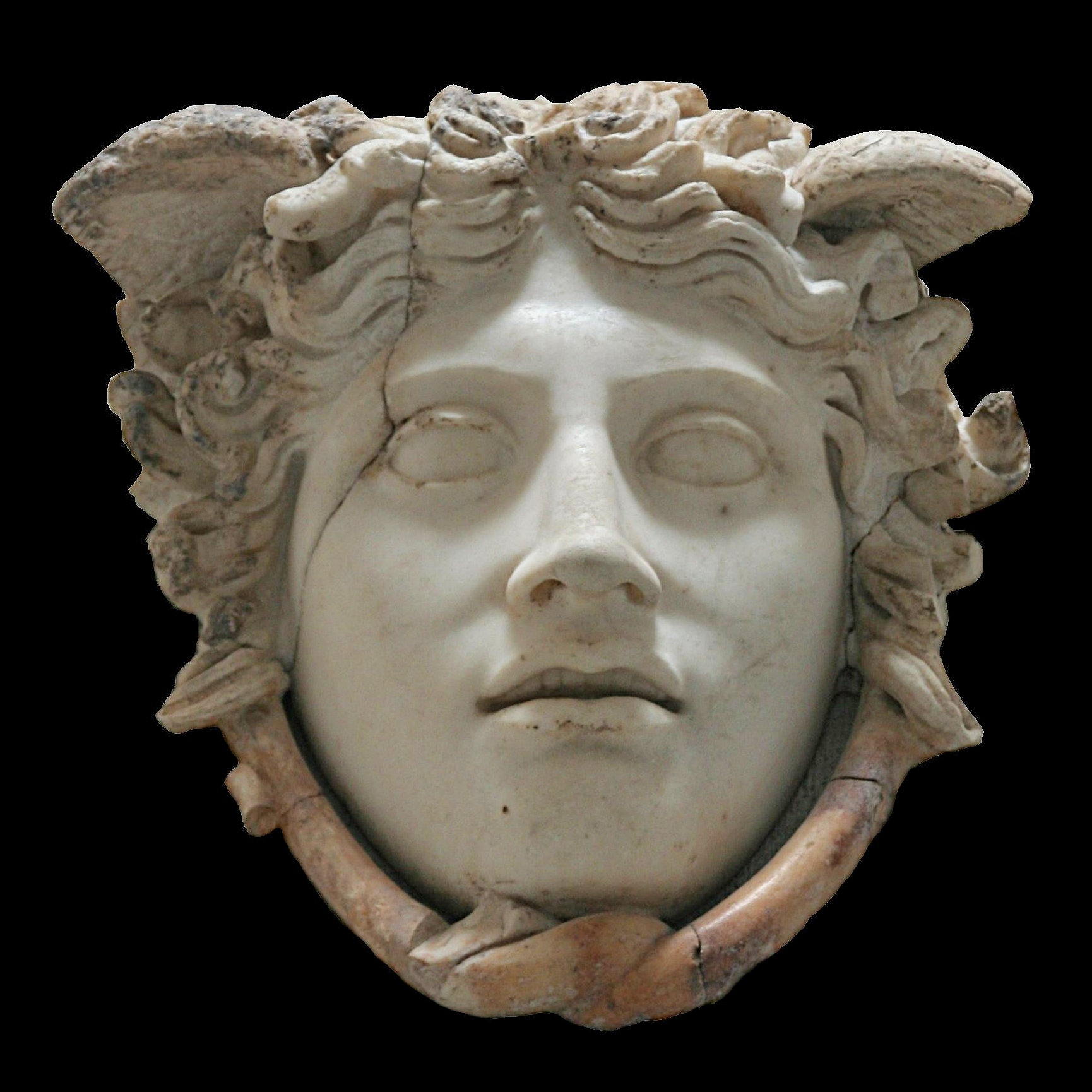
Meduza Rondanini, relief, rzymska kopia dzieła Fidiasza
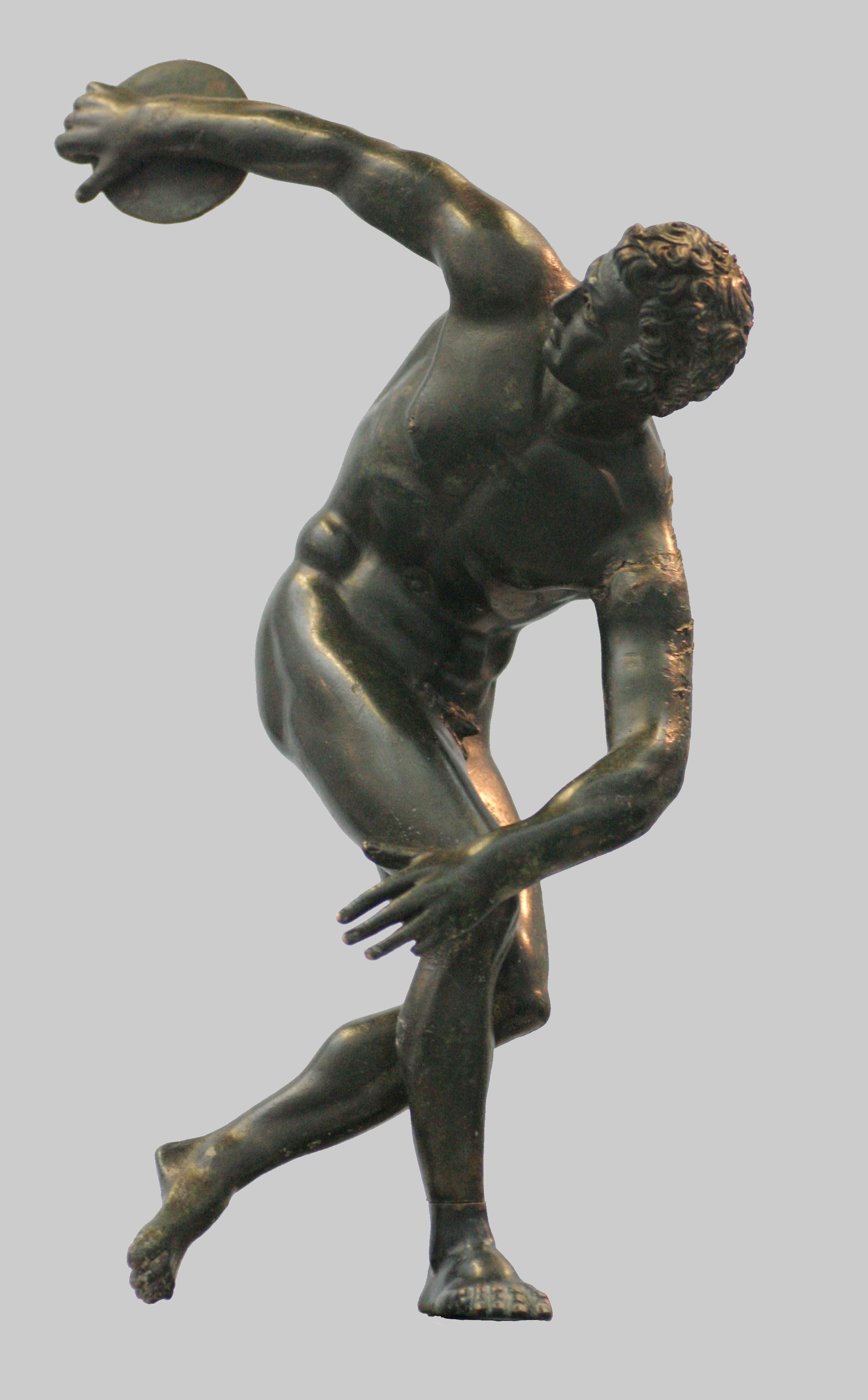
Dyskobol, rzymska kopia greckiego dzieła Myrona, II wiek p.n.e.
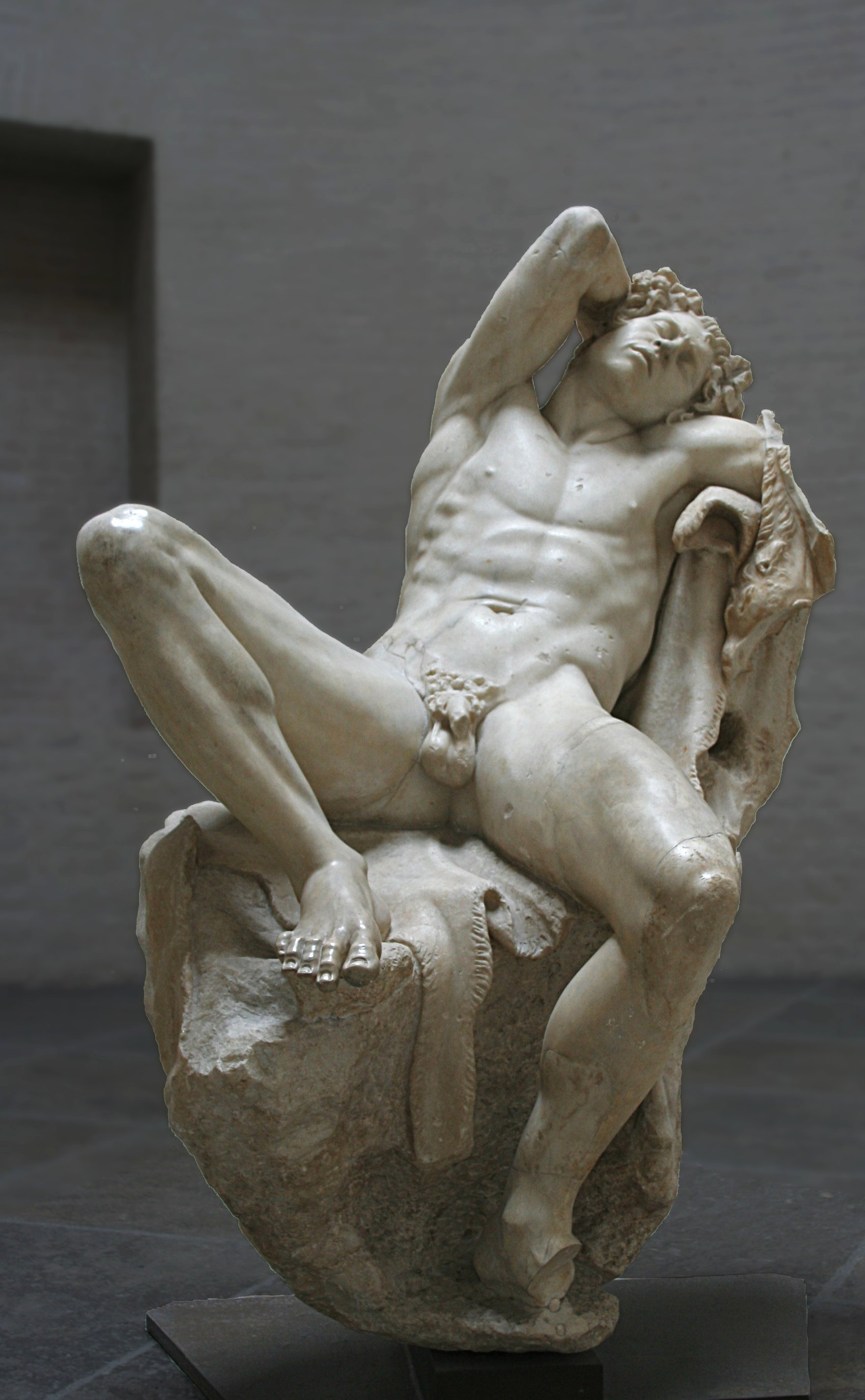
Faun Barberini, marmurowa kopia oryginału z brązu, około 200 p.n.e.
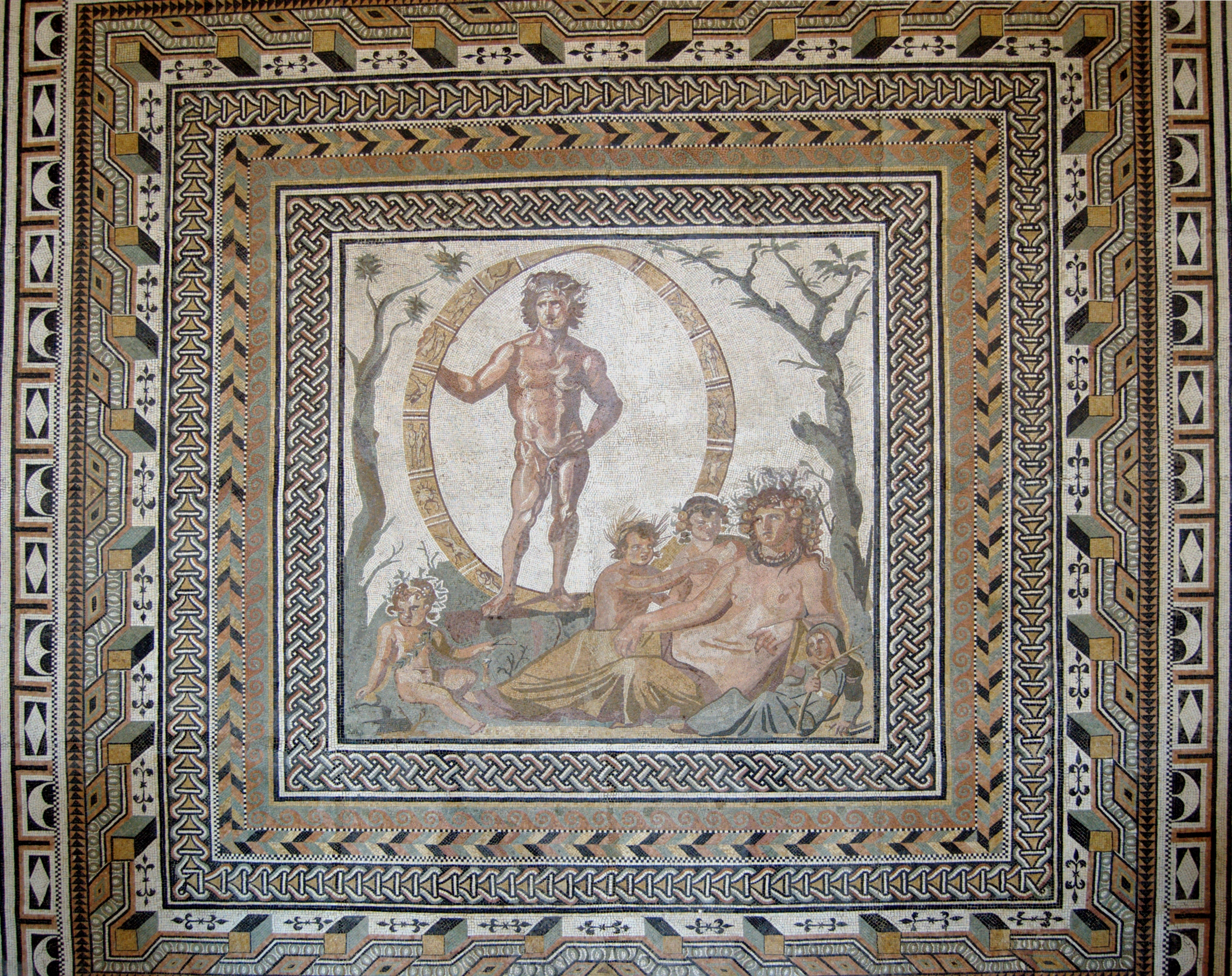
Rzymska mozaika z willi w Sentinum, około 200-250 n.e.
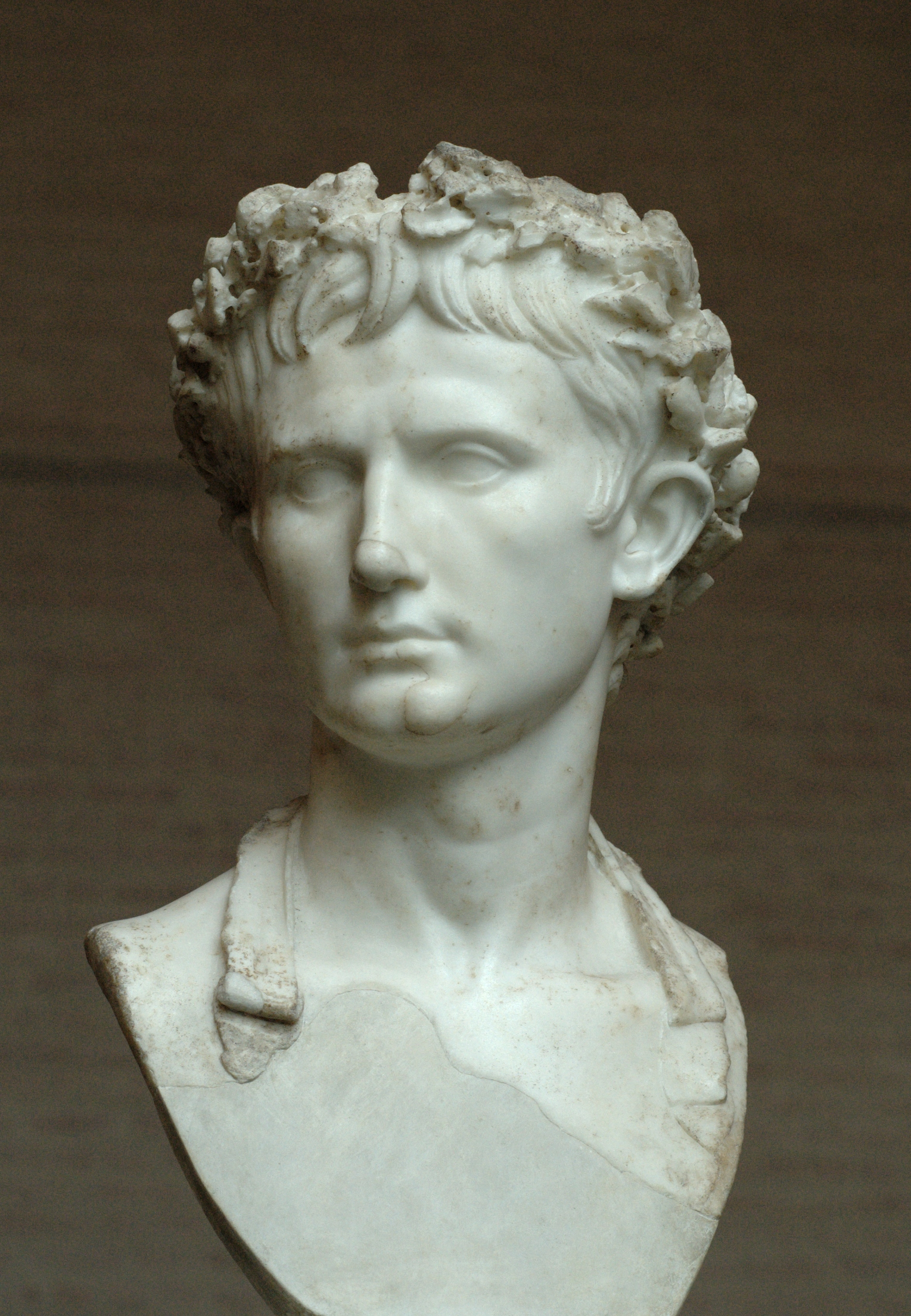
Popiersie cesarza Oktawiana Augusta